# Sehirus
Sehirus is een geslacht van wantsen uit de familie graafwantsen (Cydnidae). Het geslacht werd voor het eerst wetenschappelijk beschreven door Amyot & Audinet-Serville in 1843.

## Soorten
Het genus bevat de volgende soorten:

- Sehirus aeneus Walker, 1867
- Sehirus carpathiensis Lis et al., 2015
- Sehirus cinctus (Palisot, 1811)
- Sehirus cypriacus Dohrn, 1860
- Sehirus dissimilis Horváth, 1919
- Sehirus horvathi Reuter, 1900
- Sehirus luctuosus Mulsant & Rey, 1866
- Sehirus lygaeus Statz & Wagner, 1950
- Sehirus maculipes Müller & Rey
- Sehirus morio (Linnaeus, 1761)
- Sehirus niveimarginatus (Scott, 1874)
- Sehirus ovatus (Herrich-Schäffer, 1840)
- Sehirus paludosus Statz & Wagner, 1950
- Sehirus parens Mulsant & Rey, 1866
- Sehirus planiceps Horváth, 1895
- Sehirus robustus Horváth, 1895
- Sehirus sexmaculatus (Rambur, 1842)
- Sehirus spinitibialis Statz & Wagner, 1950
- Sehirus tibialis Puton, 1892
- Sehirus xinjiangensis Jorigtoo & Nonnaizab, 1995